# Stanisław Kijak (historyk)
Stanisław Kijak – polski historyk.

## Życiorys
Kształcił się w Gimnazjum Państwowym w Brzozowie. Studiował historię na Uniwersytecie Jagiellońskim, gdzie w 1932 uzyskał tytuł naukowy doktora. W latach 30. pracował jako redaktor odpowiedzialny dziennika „Głos Narodu”, wydawanego przez Katolickie Towarzystwo Wydawnicze. Przed wyborami do Rady Miasta Krakowa z 1938 został członkiem komitetu Polskiego Bloku Katolickiego. Od 1947 do 1954 sprawował stanowisko dyrektora Biblioteki Polskiej Akademii Umiejętności w Krakowie.

## Publikacje
- Piotr Wysz, Biskup Krakowski (1933)